# Liste der Naturdenkmale in Krummenau (Hunsrück)
Die Liste der Naturdenkmale in Krummenau nennt die im Gemeindegebiet von Krummenau ausgewiesenen Naturdenkmale (Stand 15. Juli 2013).

## Naturdenkmale
| Nr.         | Bezeichnung                        | Lage                                           | Beschreibung                               | Bild                                    |
| ----------- | ---------------------------------- | ---------------------------------------------- | ------------------------------------------ | --------------------------------------- |
| ND-7134-439 | Kaisereiche                        | südlich des Ortes; Abteilung Gemeindewald Lage | Quercus sp.                                | Fotos hochladen                         |
| ND-7134-441 | Wacholdergebiet beim Ort Krummenau | südlich des Ortes; Flur Im Flürchen Lage       | Wacholderheide; flächenhaftes Naturdenkmal | Direkt Bild zu diesem Denkmal hochladen |